# Androsztán
Az androsztán a szteroidok közé tartozó telített szénhidrogén. Két izomerje létezik, az 5α-androsztán és az 5β-androsztán.

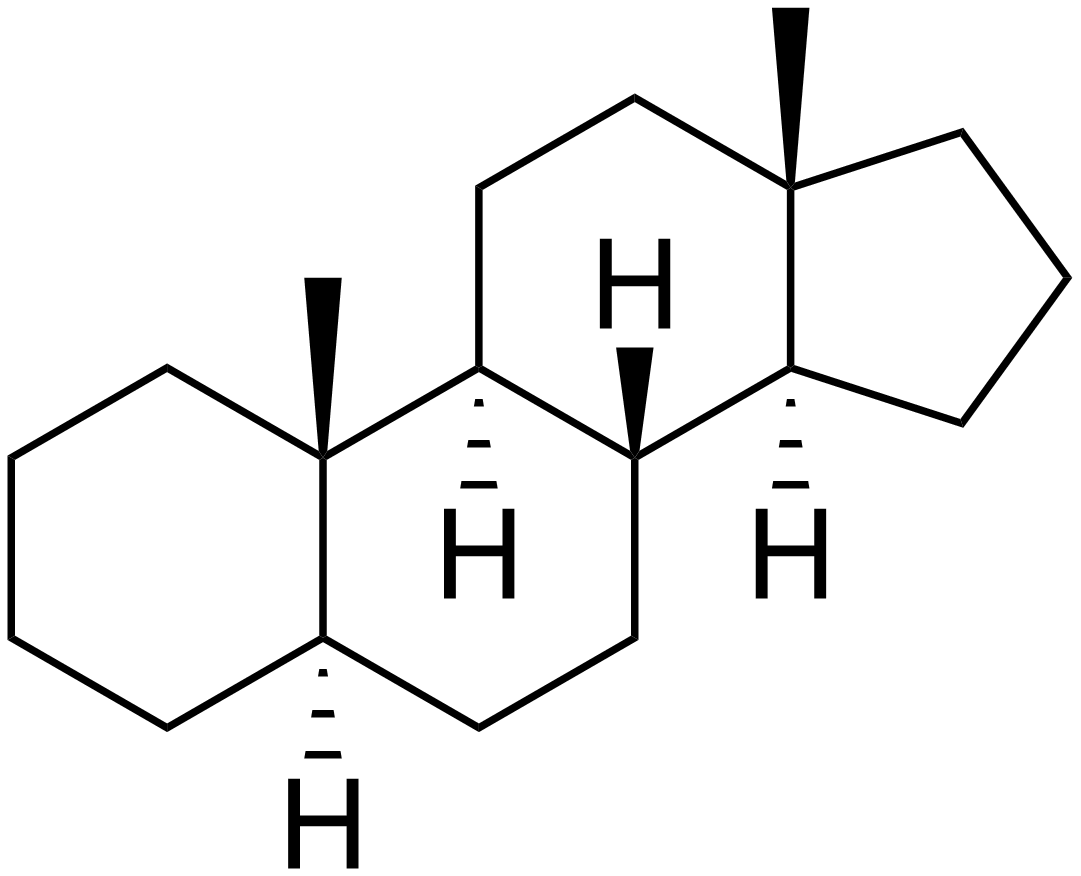
5α-androsztán
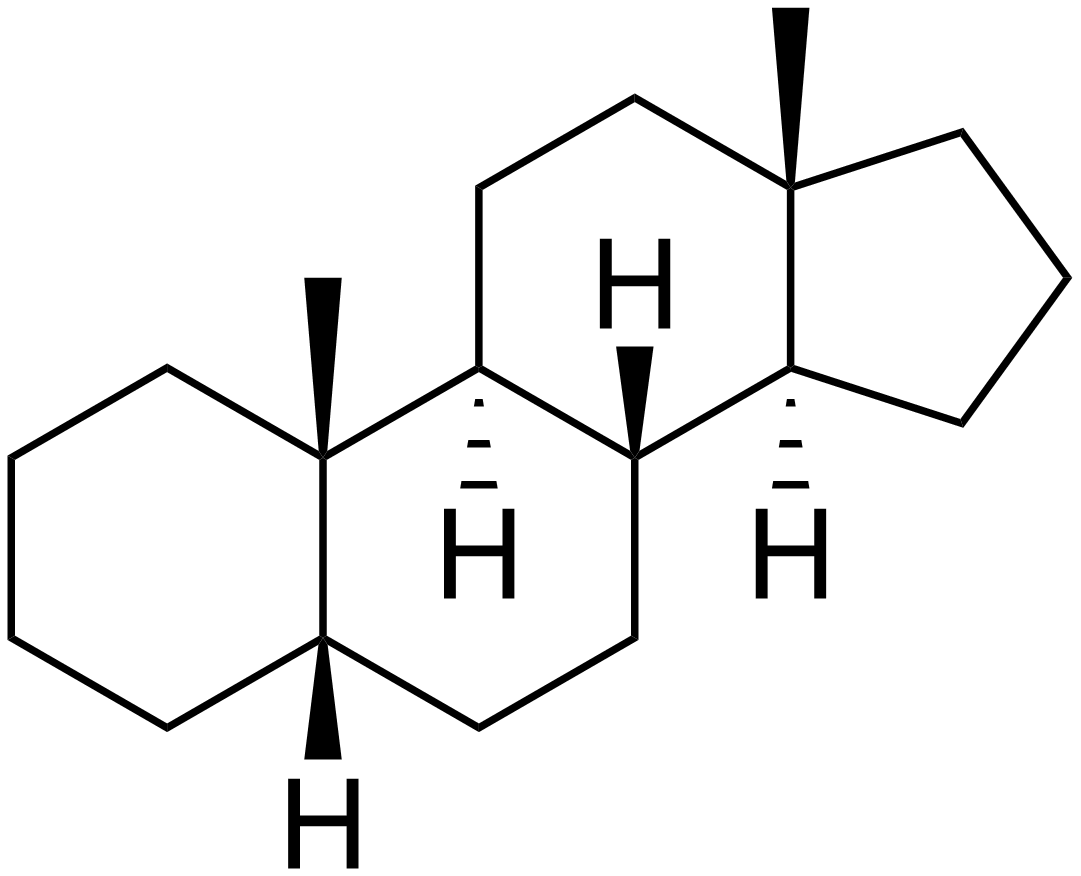
5β-androsztán

## Fordítás
Ez a szócikk részben vagy egészben  az   Androstane című angol Wikipédia-szócikk ezen változatának fordításán alapul.  Az eredeti cikk szerkesztőit annak laptörténete sorolja fel. Ez a jelzés csupán a megfogalmazás eredetét és a szerzői jogokat jelzi, nem szolgál a cikkben szereplő információk forrásmegjelöléseként.